# Bank of the West Classic 1999
Bank of the West Classic 1999 — жіночий тенісний турнір, що проходив на відкритих кортах з твердим покриттям у Стенфорді (США). Належав до турнірів 2-ї категорії в рамках Туру WTA 1999. Відбувсь удвадцятьвосьме і тривав з 26 липня до 1 серпня 1999 року. Ліндсі Девенпорт здобула титул в одиночному розряді.

## Учасниці

### Сіяні учасниці
| Країна  | Гравчиня         | Рейтинг | Сіяна |
| ------- | ---------------- | ------- | ----- |
| США     | Ліндсі Девенпорт | 1       | 1     |
| США     | Вінус Вільямс    | 4       | 2     |
| ПАР     | Аманда Кетцер    | 9       | 4     |
| Австрія | Барбара Шетт     | 12      | 5     |
| Росія   | Анна Курнікова   | 13      | 6     |
| Бельгія | Домінік Ван Рост | 14      | 7     |
| Франція | Сандрін Тестю    | 17      | 8     |
| Іспанія | Кончіта Мартінес | 18      | 9     |

### Інші учасниці
Нижче подано учасниць, що отримали вайлд-кард на вихід в основну сітку:
- Іва Майолі

Нижче наведено учасниць, що отримали вайлдкард на участь в основній сітці в парному розряді:
- Мір'яна Лучич-Бароні /  Лариса Нейланд

Нижче наведено учасниць, що пробились в основну сітку через стадію кваліфікації в одиночному розряді:
- Анн-Гель Сідо
- Тамарін Танасугарн
- Морін Дрейк
- Фабіола Сулуага

Нижче наведено учасниць, що пробились в основну сітку через стадію кваліфікації в парному розряді:
- Морін Дрейк /  Луїс Флемінг

## Фінальна частина

### Одиночний розряд
Ліндсі Девенпорт —  Вінус Вільямс, 7–6(7–1), 6–2

### Парний розряд
Ліндсі Девенпорт /  Коріна Мораріу —  Анна Курнікова /  Олена Лиховцева, 6–4, 6–4